# ژف ژوریون
ژف ژوریون (به انگلیسی: Jef Jurion) بازیکن فوتبال اهل بلژیک و عضو تیم ملی فوتبال بلژیک است که در تاریخ ۲۵ دسامبر ۱۹۵۵ میلادی اولین بازی ملی‌اش را مقابل تیم ملی فوتبال فرانسه انجام داد. او در ۵۴ بازی ملی حضور داشت و جمعاً ۵۷۴۵ دقیقه برای تیم ملی فوتبال بلژیک به میدان رفت. ژف ژوریون آخرین بازی ملی خود را در تاریخ ۲۱ مه ۱۹۶۷ میلادی در برابر تیم ملی فوتبال لهستان انجام داد. وی در بازی‌های ملی‌اش ۹ گل به ثمر رساند.